# Natalia Mateo
Natalia Mateo (Conca, 12 de desembre de 1975) és una actriu, guionista i cineasta espanyola.

## Biografia
És coneguda pel gran públic principalment per les seves intervencions en pel·lícules com El patio de mi cárcel, AzulOscuroCasiNegro o Siete mesas de billar francés. El seu primer paper protagonista en un llargmetratge va arribar a La vergüenza (un drama intimista dirigit per David Planell).
A Puerta de Hierro, el exilio de Perón (2012), un llargmetratge que relata l'exili de Juan Domingo Perón a Espanya, Natalia Mateo interpreta un dels personatges principals.
Natalia Mateo va treballar a Casting, de Jorge Naranjo, on va donar vida a la directora d'un càsting al que acudeixen els protagonistes.
En 2013 va ser candidata al Goya al millor curtmetratge de ficció per Ojos que no ven.
Una altra de les seves facetes dins del món del cinema està basada en el camp del curtmetratge, on el seu primer treball com a realitzadora va arribar com a coguionista i codirectora de Test, juntament amb Marta Aledo. En els curtmetratges Natalia compta amb un llarg i brillant historial, i ha treballat en reconeguts i premiats curts com a Equipajes, Traumalogía, Exprés (de Daniel Sánchez Arévalo), Ponys, Carisma, Gris o Pichis, del qual ella a més d'actriu protagonista és també responsable del guió.
En cinema es va poder veure també a Natalia Mateo en una breu col·laboració a El idioma imposible, del director Rodrigo Rodero.
Natalia Mateo,g ràcies als seus treballs en cinema o televisió, ha rebut multitud de reconeixements en forma de nominacions o premis en festivals de cinema i recentment va rebre la distinció «El cine por delante» en la vuitena edició del Festival Internacional de Curtmetratges d'Almeria. Aquest premi està destinat a joves promeses del cinema espanyol i Natalia Mateo el va rebre pel seu treball en cintes comAzulOscuroCasiNegro, Siete mesas de billar francés, El patio de mi cárcel o La vergüenza.
L'any 2010 va rebre el Primer Premi Cortometrajista Exemplar, de Curts amb Ñ, amb el qual es va reconèixer la seva tasca per la difusió del curtmetratge a Espanya i va ser una de les guanyadores del certamen de curts Amanece que no es corto, organitzat per a celebrar el vint aniversari de l'estrena del llargmetratge Amanece que no es poco, amb el curtmetratge Qué divertido, un curtmetratge que està rebent diversos premis en el seu pas per festivals. Mentrestant, l'any 2011 ha rebut l'Esment Especial de l'Organització de Curts amb Ñ, i el Segon Premi del Jurat de Xarxa de Curtmetratges pel seu treball en el curtmetratge Qué divertido.
AA més, recentment es va estrenar el curtmetratge Ojos que no ven ―escrit i dirigit per Natalia Mateo― que és protagonitzat per Asunción Balaguer, Ana Wagener, Carlos Olalla, Luis Callejo, Esther Ortega, Raquel Pérez, el seu fill Teo Planell, Canco Rodríguez i Jemima Vizcarro. En la XXV Setmana de Cinema de Medina del Campo aquest curt va rebre el Roel d'Or a Millor Curtmetratge, el Premi de la Joventut i el Premi al Millor Guió; mentre que a Madrid en Curt 2012 va ser un dels curts guanyadors i en el festival de curtmetratges «Cortos con Ñ» ha rebut un Esment Especial de l'Organització.
A més, amb aquest curtmetratge Natalia Mateo va rebre l'any 2011 l'Esment especial del 15 Concurs Nacional de Projectes de Curtmetratges de la XXIV Setmana de Cinema de Medina del Campo pel guió d'aquest curt.
Els seus treballs més recents com a actriu en curtmetratges són Sin respuesta, de Miguel Parra (un duro relato sobre les víctimes de la crisi econòmica que sofreix la societat espanyola) i Crece, de Laura Calavia (una història sobre el valor de l'amistat).
Fora del món del cinema i la televisió, Natalia Mateo va ser l'escriptora, directora i actriu de La caja superdeluxe, una comèdia monòleg que es podia veure al microteatre PorDinero, en la qual la va acompanyar com a actriu Esther Ortega. A més, recentment va codirigir juntament amb Marta Aledo l'obra de teatre La casa de enfrente, una obra escrita per Olga Iglesias.
Recentment, en l'edició de l'any 2014 del Festival de Cinema de Màlaga va rebre el Premi a la Millor Interpretació Femenina pel seu treball en el curtmetratge Sin respuesta, de Miguel Parra.
A més, en 2013 va guanyar exaequo la Bisnaga a la Millor Interpretació Femenina pel seu treball en el llargmetratge "Casting", de Jorge Naranjo, juntament amb les seves companyes de repartiment d'aquesta pel·lícula.

## Filmografia

### Cinema
- 2006: AzulOscuroCasiNegro
- 2007: Siete mesas de billar francés
- 2008: El patio de mi cárcel
- 2009: La vergüenza
- 2010: El idioma imposible
- 2012: Puerta de Hierro, el exilio de Perón (amb Víctor Laplace i Federico Luppi)

### Sèries de televisió
- Policías, en el corazón de la calle,
- Hospital Central (2 episodis).
- El comisario (2 episodis).
- 2006-2007: Amar en tiempos revueltos, com Amparo Balaguer
- 2008: El síndrome de Ulises
- 2008: Lex
- 2008: Generación DF,

### Curtmetratges
- 2003: Carisma, com Paca.
- 2003: Gris, com Elena
- 2003: Exprés, com Hija.
- 2005: El punto ciego, com Andrea
- 2005: Ponys, com Natalia
- 2006: Equipajes, com Bárbara
- 2007: Traumalogía, com Esther.
- 2008: Retrato de mujer blanca con navaja.
- 2008: Quid pro quo.
- 2008: Test, com a directora i guionista).
- 2009: Pichis (com a guionista).
- 2010: Qué divertido (com a directora i guionista).
- 2011: Crece, de Laura Calavia.
- 2012: Ojos que no ven (com a directora i guionista); candidat al Goya al millor curtmetratge de ficció.[5]
- 2013: Sin respuesta (com a teleoperadora).
- 2014: Epitafios, de María Ballesteros.

## Teatre
- Los 40 el musical, com a directora resident.
- La casa de enfrente, com a codirectora.
- La caja superdeluxe, com a actriu, directora i escriptora.

## Premis
- Premi del Públic 2010 al Festival de Cinema d'Alcalá de Henares per "Qué divertido".
- Premi Canal Plus 2010 al Festival de Cinema d'Alcalá de Henares per "Qué divertido".